# サンキューアートの日
サンキューアートの日（サンキューアートのひ、正式には「Thank you @RTの日」）とは、日本で毎年3月9日をアートの記念日として、広い意味での美術関係者がアートファンに対して感謝の気持ちを示す日にしよう、とする運動。美術家・開発好明が関係者に呼びかけ、2001年3月から開始された。
特に参加資格は設けられておらず、3月9日の当日またはその日を含めた前後の期間中に、展覧会を開催する作家やアートスペース・美術館、イベントを開催するショップ、個人、団体等であって、Thank you @RTの日の趣旨に賛同する者は誰でも参加できる。「Thank you @RT WEEK」と称して何かを行うことも可能である。アートのお祭り週間のようなものである。
また、ドイツを参考に「ルンドガング」（巡回）方式を採用している。これはドイツの全画廊が、通常6時に終わるところを、毎月第一週の土曜日には夜9時まで営業し、それを通じて、通常「遠い存在」と感じられがちな画廊への一般の理解向上と門戸開放を図っていることに倣ったものである。日本でも馴染み易くするため「ヤッホー」（夜歩）という呼び名としている。
ただし参加時間帯は任意であり、参加者は来客へのサービス内容も自由に設定することができる。例としては以下のものがある。
- 無料ギャラリートーク
- 無料または格安のイベント
- 通常有料である展覧会入場料金が当日だけ無料になる
- 通常より割引価格でアーティストグッズなどを販売する
- 展覧会開催中にアーティストの出品作品が割引になる
- 来場者にお茶・お菓子のサービス
- いつもよりも少し特別なことがある秘密企画

参加者は年々増加しており、2007年には157カ所が参加し、さまざまなサービスが提供された。

## 主なイベント
- 39アートin向島